# Coppa dei Campioni afro-asiatica
La Coppa dei Campioni afro-asiatica (uffic. Afro-Asian Club Championship), detta anche Coppa Intercontinentale Africa-Asia o, più semplicemente, Coppa afro-asiatica, era un trofeo che vedeva contrapposte le formazioni vincitrici della Coppa dei Campioni d'Asia e della Coppa dei Campioni d'Africa. Per la creazione della coppa fu presa a modello la Coppa Intercontinentale, organizzata da UEFA e CONMEBOL e ora rimpiazzata dalla Coppa del mondo per club FIFA, nella quale confluiscono tutte le squadre vincitrici dei maggiori tornei continentali per club.
La prima edizione fu disputata nel 1986 e si concluse con la vittoria dei sudcoreani dei Daewoo Royals. Il trofeo vide il predominio del calcio africano ed egiziano in particolare, grazie alle vittorie dell'Al-Zamalek del Cairo nel 1986 e 1997 e dell'Al-Ahly, sempre del Cairo, nel 1988.
La competizione fu soppressa a seguito dell'annullamento dell'ultima edizione programmata, quella del 1999, che nel giugno 2000 avrebbe dovuto vedere affrontarsi gli ivoriani dell'ASEC Mimosas di Abidjan e i giapponesi del Júbilo Iwata. La partita non si giocò a causa della rottura dei rapporti tra le confederazioni asiatica, AFC, ed africana, CAF. Motivo scatenante fu il voto favorevole come nazione ospitante del campionato del mondo 2006 alla Germania piuttosto che al Marocco o al Sudafrica da parte dei rappresentanti asiatici.

## Albo d'oro
| Edizione | Vincitore         | Risultato     | Finalista         |
| -------- | ----------------- | ------------- | ----------------- |
| 1986     | Daewoo Royals     | 2 - 0         | FAR Rabat         |
| 1987     | Zamalek           | 2 - 0         | Furukawa Electric |
| 1988     | Al-Ahly           | 3 - 1 1 - 0   | Yomiuri           |
| 1989     | ES Sétif          | 2 - 0 3 - 1   | Al-Sadd           |
| 1990     | Non disputata     | Non disputata | Non disputata     |
| 1991     | Non disputata     | Non disputata | Non disputata     |
| 1992     | Club Africain     | 2 - 1 2 - 2   | Al-Hilal          |
| 1993     | Wydad Casablanca  | 0 - 0 2 - 0   | PAS Teheran       |
| 1994     | Thai Farmers Bank | 1 - 2 1 - 0   | Zamalek           |
| 1995     | Espérance         | 1 - 1 3 - 0   | Thai Farmers Bank |
| 1996     | Ilhwa Chunma      | 0 - 0 5 - 0   | Orlando Pirates   |
| 1997     | Zamalek           | 1 - 2 1 - 0   | Pohang Steelers   |
| 1998     | Raja Casablanca   | 2 - 2 1 - 0   | Pohang Steelers   |
| 1999     | Annullata         | Annullata     | Annullata         |